# Louis-Robert Goust
Louis-Robert Goust (Beaumesnil, 8 giugno 1761 – 11 luglio 1838) è stato un architetto francese.

## Biografia
Nato a Beaumesnil, vinse il secondo Gran Premio per l'Architettura (il futuro Prix de Rome) nel 1786 e nel 1788. Il 1 maggio 1811 Goust fu nominato architetto per la costruzione dell'Arco di Trionfo di Parigi, in sostituzione di Chalgrin, morto cinque mesi prima.

## Onorificenze
- Cavaliere della Legion d'Onore (1826)